# Калпокас, Пятрас
Пя́трас Калпо́кас (лит. Petras Kalpokas; 31 марта 1880 года, хутор Мишкине близ местечка Кветки Ковенской губернии — 5 декабря 1945 года, Каунас) — литовский живописец; профессор. Отец графика и живописца Римтаса Калпокаса. 

## Биография
Родился на хуторе Мишкине на берегу реки Нямунелис напротив местечка Кветки на противоположном берегу. Учился в Митавской гимназии (1890—1895). В 1895—1898 годах учился живописи и рисованию у Вильгельма Пурвитиса, Яниса Валтера, посещал Школу рисования и живописи В. Блюма в Риге.
Позднее учился в Одесской художественной школе (1898—1900). В 1900 году вернулся в Литву. С 1905 года участвовал в выставках. В 1907 году стал, вместе с М. К. Чюрлёнисом, П. Римшей, А. Жмуйдзинавичюсом, К. Склерюсом, одним из учредителей Литовского художественного общества.
Обучался живописи, графике, прикладному искусству в школе Антона Ажбе в Мюнхене. С 1907 года состоял в мюнхенском объединении художников и архитекторов «Сецессион». В 1908—1912 годах жил в Венгрии, Швейцарии. Около 1909 года вернулся в Литву. В 1914 году обосновался в Локарно, в 1915 году переселился Италию, где жил случайными заработками и писал картины.
В 1920 году вернулся в Литву. В 1921 году начал преподавать на курсах рисования, созданных художником Юстинасом Веножинскисом. В учреждённой в 1922 году Каунасской художественной школе преподавал рисование и живопись.
В 1928 году устроил большую персональную выставку в Каунасе. Участвовал во Всемирной выставке в Нью-Йорке (1939). В 1929—1940 годах руководил студией живописи, преподавал рисование, технику фрески и мозаики. В 1930 году издал учебник техники живописи („Tapybos technikos vadovėlis“). В 1941—1945 годах преподавал живопись в Каунасском институте прикладного и декоративного искусства. В 1945 году стал профессором.
Среди его учеников — Мария Цвиркене, Витаутас Мацкявичюс и другие.
Похоронен на Петрашюнском кладбище. В 1946 году на могиле Пятраса Калпокаса сооружён надгробный памятник (автор — сын художника, художник Римтас Калпокас).

## Память
В 1955 году улица в Каунасе, на которой жил Калпокас, была названа его именем. В 1968 году на доме, в котором Калпокас жил в 1931—1945 годах, установлена мемориальная таблица.

## Творчество

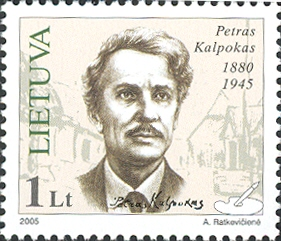
Марка почты Литвы (2005)

Писал пейзажи, бытовые композиции, портреты, рисовал карикатуры, иллюстрировал книги. Автор плакатов. Работал также в области монументального декоративного искусства. Делал декорации для некоторых спектаклей Государственного театра в Каунасе.
Наиболее выдающиеся работы — «Швейцарский пейзаж» (1915), «Осенью» (1921), «Вечер» (1926), «Лестница в Тиволи» (1927), «Палангский сапожник» (1930), «Алкоголик» (1935), «Автопортрет» (1939), портреты языковеда Йонаса Яблонскиса, педагога и переводчика Юргиса Талмантаса (1939), Ольги Дубенецкой.
Для репрезентационного зала ресторана „Metropolis“ в 1921 году написал полотно с портретами трёх князей — Гедимина, Кейстута, Витовта. По приглашению Юозаса Тумаса-Вайжгантаса написал два больших полотна для Церкви Витовта Великого — «Благодарность Витовта Великого Деве Марии после битве на Ворскле» (1921) и «Пьета» (1927). Для часовни собора Святых Петра и Павла написал картину «Святая Зита».
Вместе с сыном декорировал операционный зал Каунасского почтамта. Вместе с Владасом Диджёкасом, Ольгой Дубенецкой, Йонасом Янулисом расписал плафон в здании банка в Каунасе. В 1938—1939 годах написал три панно для здания банка в Кретинге.